# Карабахский округ
Карабахский округ (азерб. Qarabağ mahalı) — единица административного деления Азербайджанской ССР, существовавшая с апреля 1929 по июль 1930 года. Административный центр — город Агдам.
Образован постановлением VI всеазербайджанского съезда Советов от 8 апреля 1929 года на территории упразднённых Агдамского, Джебарильского и Курдистанского уездов.
Карабахский округ первоначально граничил с Ганджинским, Закатало-Шекинским, Муганским и Ширванским округами, а также с Нагорно-Карабахской АО, Армянской ССР и Персией.
25 января 1930 года их части Карабахского округа был образован Курдистанский округ с центром в Лачине.
По постановлениям ЦИК и СНК СССР от 23 июля 1930 года и ЦИК и СНК Азербайджанской ССР от 8 августа 1930 года, Карабахский округ, как и большинство остальных округов СССР, был упразднён, а входящие в его состав районы переданы в прямое подчинение Азербайджанской ССР.